# زواج أعز صديق
زواج أعز صديق هو فيلم كوميدي تم إنتاجه في الولايات المتحدة وصدر في سنة 1997. من بطولة جوليا روبرتس وديرموت مولروني وكاميرون دياز.

## القصة
تدور أحداث الفيلم حول امرأة قد قطعت وعد بأن تتزوج من صديقها في غضون ثلاثة أسابيع على الرم من أنها لا ترغب فيه، ولكن فوجئت في يوما بأن صديقها يخبرها بأن سيتزوج من امرأة أخرى، تشتعل الغيرة بداخلها وتريد أن تلغى زواجه عندما تخبره بأنها تحبه تطلب منه الزواج بها، ولكنه يصر على الزواج من المرأة التي يحبها ويختارها قلبه، كمايصرح لها بأنها مجرد صديقه فقط.

## الميزانية والإيرادات
بلغت تكلفة إنتاج الفيلم حوالي 38 مليون دولار بينما حقق إيرادات تقدر بـ 299.3 مليون دولار.

## وصلات خارجية
- زواج أعز صديق على موقع IMDb (الإنجليزية)
- زواج أعز صديق على موقع ميتاكريتيك (الإنجليزية)
- زواج أعز صديق على موقع روتن توميتوز (الإنجليزية)
- زواج أعز صديق على موقع نتفليكس (الإنجليزية)
- زواج أعز صديق على موقع قاعدة بيانات الأفلام العربية
- زواج أعز صديق على موقع ألو سيني (الفرنسية)
- زواج أعز صديق على موقع Turner Classic Movies (الإنجليزية)
- زواج أعز صديق على موقع أول موفي (الإنجليزية)
- زواج أعز صديق على موقع بوكس أوفيس موجو (الإنجليزية)
- زواج أعز صديق على موقع فيلمافينيتي (الإسبانية)